# الکالاد (کنتاکی)
الکالاد، کنتاکی (به انگلیسی: Alcalde, Kentucky) یک منطقهٔ مسکونی در ایالات متحده آمریکا است که در کنتاکی واقع شده‌است.

## خصوصیات
الکالاد ۲۵۷٫۸۶ متر بالاتر از سطح دریا واقع شده‌است.